# Villermain
 Villermain  es una población y comuna francesa, en la región de Centro, departamento de Loir y Cher, en el distrito de Blois y cantón de Ouzouer-le-Marché.

## Demografía
| 390 | 367 | 326 | 275 | 250 | 285 |
| Para los censos de 1962 a 1999 la población legal corresponde a la población sin duplicidades (Fuente: INSEE [Consultar]) |     |     |     |     |     |